# 裏垢女子
裏垢女子（日语：／ ura aka joshi）是指透過推特等社交網路服務上的秘密帳號在互聯網上發文的女性。狹義上來說，它是指使用秘密帳戶在推特上發布性內容或在網路上發布性圖像或影片的女性，有些女性更從中賺取收入。

## 概要
在網路上使用秘密帳戶的女性中，她們有時會發布成人內容，例如僅穿著內衣或裸體的自拍照，甚至性行為影片。目的是透過在社交媒體上發布成人內容來獲得自我肯定，這會吸引更多的讚好和評論，從而增加追蹤者的數量。在某些情況下，一旦帖文獲得一定數量的點讚，她們就會開始發布更露骨的圖像或影片。某些女子甚至在秘密帳戶上出售更極端的成人圖像和影片。她們僅靠出售成人圖像和影片就能謀生，這已經超過她們工作時的收入，她們甚至辭去正職工作。她們在交易時只收電子貨幣，因此其身份不會洩露。
當一個擁有秘密帳戶的女子在網路上與陌生男子交換訊息，然後在現實生活中與他見面並發生性關係時，這被稱為網路約砲（オフパコ）。一些擁有秘密帳戶並進行網路約砲的女子正在尋找可以在沒有任何附加條件的情況下見面的男子。在網路約砲中，雖然有不以金錢作交易然後發生性行為的情況，但很多情況下都是男方付錢給女方作個人賣淫。還有一些擁有秘密帳戶的女子發帖文，其中包括成人自拍照，以尋找男性發生性關係，並表示「我想在線下與你發生性關係」。不過，並非所有擁有秘密帳戶的女子都想在線下隨意發生性行為。也有一些情況下，他們只是想成為網路偶像，從而受到關注，而不想在現實世界中見到任何人。
在2019年接受週刊SPA!採訪時，擁有秘密帳戶的女子說，她們的秘密帳戶是「幫助我釋放無聊的日常生活壓力的重要場所」和「與社會的聯繫」。她說「這能幫助我賺錢，而且讓我有機會結識更多不同的人」。
擁有秘密帳戶、在網路上發布性圖像和影片的女性主要在推特上活躍。LINE和GYARURU曾經具有用戶可以交換ID的公告板功能，是男女見面的溫床，但由於兩間社交網絡服務平台收緊規定，使男女透過上述社交網絡服務平台見面變得困難。與主要由年輕女性使用的Instagram相比，推特的使用對象更多是10多歲和20多歲的男性用戶。由於它是一個靈活的社交網絡服務，允許帳戶註冊時匿名（亦可同時註冊多個帳戶），並且不需要提交臉部照片或個人資料，據說適合年輕女性在她們的秘密帳戶上發布性資訊。根據警察廳在2018年公佈的與約會相關的個案明細，涉及LINE和GYARURU的案件數量正在下降，而涉及推特的案件數量卻在增加，這表明更多用戶正使用推特進行約會。在推特，擁有秘密帳號的女子們表示「我從未用過交友網站，而且在我這個年齡段使用的人似乎也不多，但在推特上我可以與目標相似的人互動」程度，所以我有一種熟悉感」、「我以前使用交友網站，但現在我在推特上尋找線下約炮對象，推特有很多用戶，有很多結識朋友的機會」。
在網路上發布性圖像和影片的女性起初會被認為患有精神病，有些人不想與她們發生任何關係，但隨着手提電話（智能手機）和社交網絡服務越來越普及，色情已經在網路上成為主流，甚至成為日常生活的一部分，據說這降低女性的貞操感，使她們更容易於秘密帳戶上活躍。2018年，週刊Playboy採訪了擁有秘密帳戶的女子，稱她們是「隨處可見的普通女子，你永遠不會想像到她們會發布任何激進的內容」、「在日常生活中毫不色情的普通女子，她們的熟人永遠不會想到是她們」、「她長得漂亮、身材好，如果她是學生，她會是一個認真、勤奮、正常的女子」。
在2018年和2019年，社交媒體出現了自稱為裏垢女子的用戶，她們的活動範圍不限於在社交媒體上發布自拍照，還包括製作印象影片和色情影像，在BOOTH和pixivFANBOX等網路商店上發布，並在日本各地舉辦的活動中並出現。例如Mio，她在2018年擁有15,000名推特粉絲，成功眾籌並製作自己的印象影片。她在2019年自稱為「裏垢女子的首席執行官」，並支持從事商業活動的裏垢女子用戶。

## 衍生問題
有些商家利用男性的心態，使用漂亮的女性照片冒充擁有秘密帳號的女子，進行釣魚、詐騙等犯罪行為，騙取男性金錢（包括數碼貨幣和亞馬遜禮品卡）。
另外，有組織犯罪集團的成員冒充年輕女性（主要是20多歲），引誘用戶向成人網站等網站付費，然後從中獲利。有組織犯罪集團及其相關人員創建秘密帳戶作為資金來源，以維持其活動的情況變得越來越普遍。
此外，使用秘密帳戶的用戶可能會被識別並被勒索，其個人資訊可能會在網路上散播，或者擁有秘密帳戶的女子可能會在現實世界中受到男性性侵犯。

## 流行文化
擁有秘密帳號的女性也成為漫畫描繪的對象。

## 釋義
1. ↑  「垢」是（帳號）略稱的當字，「裏垢」意思為秘密帳號。